# 博傻理论
在金融和经济学中，博傻理论（英語：Greater fool theory），是指一项资产的价格是由人們的預期所決定。當人們預期資產在未來能以更高的价格出售時，該資產價格會非常昂貴，反之亦然。此時資產的價格取決於買家的心態而非該資產價值本身。根據該理論，以更高的价格來购买高价资产的買家會被認為是更愚蠢的人。

## 大眾文化
香港無綫電視劇集《大時代》中，把角色葉天60字「股票必勝法」用電腦可破解出語錄：「余於股壇數十載，未嘗見一真正鸁者，智者應知此乃一處永無贏家之戰。取勝唯一法︰『及早離去』四字而矣。」
|        | 股市原意，乃讓集資搜資有其地，社會向榮，人皆有賺。惜人性貪婪，耗盡心思，巧取豪奪，樂土成煉獄，血雨腥風，殺戳不息，無數人蕩產傾家輸性命，勝者則喪良知人格。 余於股壇數十載，未嘗見一真正鸁者，智者應知此乃一處永無贏家之戰。取勝唯一法︰「及早離去」四字而矣。 |
| ——葉天 | |